# Eupithecia apacheata
Eupithecia apacheata är en fjärilsart som beskrevs av Samuel E. Cassino 1927. Eupithecia apacheata ingår i släktet Eupithecia och familjen mätare. Inga underarter finns listade i Catalogue of Life.